# Bukoko
Bukoko ist ein Verwaltungsbezirk (englisch Ward) des Distrikts Igunga in der tansanischen Region Tabora.

## Geografie
Bukoko ist ein ländlicher Bezirk im westlichen Teil des zentralen Hochlands von Tansania, etwa 20 Kilometer Luftlinie südwestlich der Distrikthauptstadt Igunga und  120 Kilometer nordöstlich der Regionshauptstadt Tabora. Bei der Volkszählung 2022 lebten 14.292 Menschen in 1656 Haushalten auf einer Fläche von 236 Quadratkilometern.
Der Bezirk grenzt an sechs Bezirke des Distrikts Igunga:
|          | Nanga                                       |           |
| Ugaka    | Kompassrose, die auf Nachbargemeinden zeigt | Igunga    |
| Sungwizi | Mtunguru                                    | Nguvumoja |

## Gliederung
Der Bezirk besteht aus drei Gemeinden (swahili Mtaa) mit 16 Orten (Kitongoji):
| Bukoko - Bukoko Mjini - Mwanazi - Ukimbizi - Mahushi - King'ong'o | Ipumbulya - Minzi Malulu - Mwesa - Ipojamitwe - Mwamakune - Munwa - Mwamaganga - Jisesa | Mwazizi - Mwazizi - Malugala - Misuha - Igungumukilo |

## Infrastruktur
- Bildung: Die Bukoko Secondary School ist eine staatliche weiterführende Schule, die Tages- und Internatsschüler bis zur 4. Stufe ausbildet.[7]
- Gesundheit: In den Gemeinden Bukoko und Ipumbulya liegt je eine staatliche Apotheke.[8][9]